# 维萨堡
维萨堡（法語：Bourg-de-Visa，法語發音：[buʁ də viza]）是法国奧克西塔尼大區塔恩-加龙省的一个市镇，属于卡斯泰尔萨拉桑区。

## 地理
维萨堡（44°15'46"N, 0°57'28"E）面积14.41 平方千米，位于法国奧克西塔尼大區塔恩-加龙省，该省份为法国西南部内陆省份，北起顺时针与洛特省、阿韦龙省、塔恩省、上加龙省、热尔省和洛特-加龙省接壤。
与维萨堡接壤的市镇（或旧市镇、城区）包括：博维尔、昂盖拉克、圣莫兰、布拉萨克、福鲁、拉库、蒙茹瓦。

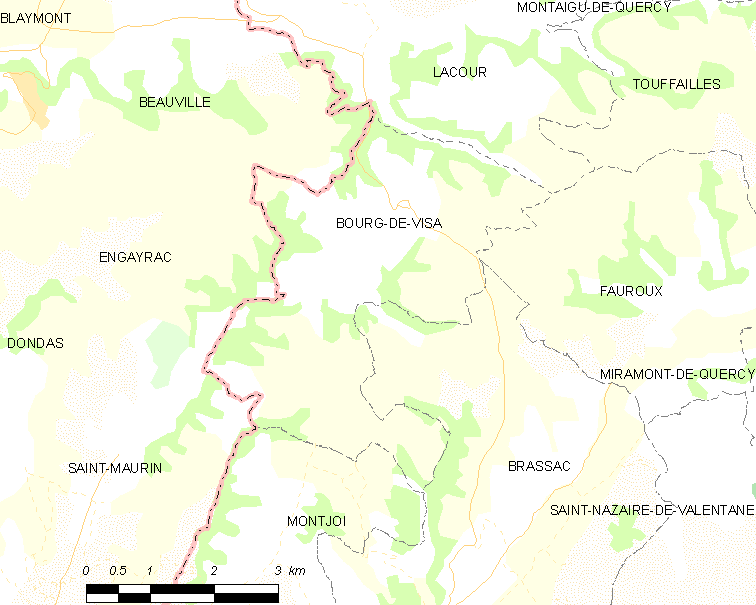
维萨堡的OSM定位图

维萨堡的时区为UTC+01:00、UTC+02:00（夏令时）。

## 行政
维萨堡的邮政编码为82190，INSEE市镇编码为82022。

## 政治
维萨堡所属的省级选区为瓦朗斯县。

## 人口

1962-2008年间维萨堡人口变化图示

维萨堡于2022年1月1日时的人口数量为389人。